# بيل دافيسون
بيل دافيسون (بالإنجليزية: Bill Davison)‏ هو عازف جاز أمريكي، ولد في 5 يناير 1906 في ديفايانس في الولايات المتحدة، وتوفي في 14 نوفمبر 1989 في سانتا باربارا في الولايات المتحدة.

## وصلات خارجية
- بيل دافيسون على موقع الموسوعة البريطانية (الإنجليزية)
- بيل دافيسون على موقع ميوزك برينز (الإنجليزية)
- بيل دافيسون على موقع أول ميوزيك (الإنجليزية)
- بيل دافيسون على موقع ديسكوغز (الإنجليزية)